# Jon Larrinaga Muguruza
Juan Carlos Larrinaga Muguruza (Amurrio, 22 de noviembre de 1990), conocido como Jon Larrinaga, es un ciclista profesional español que corre en el equipo GSC Blagnac VS31 desde 2015. Durante su primer año como profesional en el equipo Euskadi se hizo con el Tour de Gironde ganando además una etapa.

## Palmarés
2013
- Tour de Gironde, más 1 etapa
- 1 etapa del Gran Premio Torres Vedras-Trofeo Joaquim Agostinho

## Equipos
- Euskadi (2013-2014)